# تورنتون توماستی
تورنتون توماستی (به انگلیسی: Thornton Tomasetti) شرکت مهندسی سازه آمریکایی است، که در زمینه طراحی محیطی و انرژی، ارائه خدمات مهندسی سازه، برون‌سپاری و خدمات پشتیبانی ساخت‌وساز فعالیت می‌نماید.
این شرکت در سال ۱۹۵۶ توسط دکتر لیف زتلین، با مشارکت چارلی تورنتون و ریچارد توماستی تحت نام شرکت ال‌زدای تکنولوژی راه‌اندازی شد. در سال ۱۹۷۵ توسط چارلی تورنتون و ریچارد توماستی خریداری شد، که در پی آن نام شرکت به تورنتون توماستی تغییر پیدا کرد. دفتر مرکزی این شرکت در شهر نیویورک، ایالات متحده آمریکا قرار دارد.
شرکت تورنتون توماستی تاکنون شمار زیادی از بلندترین سازه‌ها و ساختمان‌های جهان را طراحی کرده، که برای نمونه می‌توان به: برج‌های دوقلوی پتروناس، برج المملکه جده (بلندترین سازه جهان)، تایپه ۱۰۱، برج شانگهای، ساختمان کرایسلر، برج بلومبرگ، برج مکزیس، برج میدان تایمز و امریکن ایرلاینز آرینا، همچنین ورزشگاه ای‌تی‌اندتی پارک، ورزشگاه سلجر فیلد، ورزشگاه پتکو پارک، ورزشگاه اسپورتینگ پارک و موزه هنرهای معاصر فورت وورث و ورزشگاه بصره اشاره نمود.